# Jack Parker
Jack Parker (Estados Unidos, 27 de septiembre de 1915-29 de mayo de 1964) fue un atleta estadounidense, especialista en la prueba de decatlón en la que llegó a ser medallista de bronce olímpico en 1936.

## Carrera deportiva
En los JJ. OO. de Berlín 1936 ganó la medalla de bronce en la competición de decatlón, con una puntuación de 7275 puntos, siendo superado por sus compatriotas los también estadounidenses Glenn Morris que con 7900 puntos batió el récord del mundo, y Robert Clark (plata).